# Златан Елек
Златан Елек (Косовска Митровица, 29. децембар 1968) српски је дечји хирург, политичар и универзитетски професор. Од 2020. обавља функцију директора Клиничко-болничког центра Косовска Митровица, док је од 2023. председник Српске листе. Члан је Лекарске коморе Србије и Српског лекарског друштва.

## Биографија
Рођен је 29. децембра 1968. године у Косовској Митровици. Дипломирао је 1993. на Медицинском факултету Универзитета у Приштини, а магистрирао је 2006. на Медицинском факултету Универзитета у Нишу, на коме је специјалистички испит из дечје хирургије положио 2004. Докторску дисертацију одбранио је 2010. године на Медицинском факултету Универзитета у Приштини, измештеном у Косовској Митровици.